# Revista de Mérida
La Revista de Mérida (1864 - 1914) fue un periódico mexicano de literatura y variedades fundado en 1869, en Mérida, Yucatán, por el poeta y abogado Ramón Aldana y por su primo, el escritor Manuel Aldana Rivas. Entre otros personajes que participaron y colaboraron como fundadores de la Revista destacaron, Crescencio Carrillo y Ancona, Francisco Sosa Escalante y Manuel Nicolín Echánove.  Después de unos años y tras algunos cambios en la propiedad del órgano informativo, hacia 1882, se convirtió en el periódico diario más importante de Yucatán. En 1888, el poeta y dramaturgo Delio Moreno Cantón, apoyado por su tío el general Francisco Cantón Rosado, adquirió el periódico y Carlos R. Menéndez fue su jefe de redacción.
En el año de 1900, La Revista de Mérida se constituyó en el periódico decano de México contando con un tiraje de 4000 ejemplares certificados. En 1906 Carlos R. Menéndez, al frente de una sociedad anónima, compró el periódico a Delio Moreno quien se retiró de la dirección. 
En 1909, aún bajo el régimen dictatorial de Porfirio Díaz en México y con motivo de la sucesión gubernamental en Yucatán, la Revista de Mérida asume la defensa de los candidatos de la oposición que eran por un lado Delio Moreno Cantón por el Centro Electoral Independiente, José María Pino Suárez, originario de Tabasco, apoyado por la corriente de Francisco I. Madero (ya en plena campaña nacional en contra de la reelección porfirista), abanderado por el Partido Nacional Antireleccionista y por el otro lado, como candidato oficial del gobierno, Enrique Muñoz Arístegui. Los dos candidatos de oposición fueron perseguidos por motivos políticos y ante órdenes de aprehensión libradas en su contra, tuvieron que huir de Yucatán, ganando las eleccíones el candidato oficial. El director y dueño de la Revista de Mérida, acusado de actividades subversivas salió exiliado hacia Centroamérica para proteger su integridad física.
El 4 de junio de 1910 estalló en Valladolid (Yucatán) una rebelión en contra de la imposición de Muñoz Arístegui que es considerada por algunos historiadores como la chispa precursora de la Revolución mexicana. Menéndez y Moreno Cantón fueron acusados de haber instigado la rebelión. En 1911, al triunfo de la revolución maderista, vuelven a enfrentarse en Yucatán por la gubernatura, José María Pino Suárez y Delio Moreno Cantón, imponiéndose el primero en un discutible triunfo, a la vista del gran apoyo popular que tenía Moreno Cantón. Pino Suárez, asumió el gobierno estatal pero renunció muy pronto para acompañar al nuevo presidente mexicano, Francisco I. Madero, en el cargo de vicepresidente de la república, primero, y después en el trágico fin que ambos tuvieron como resultado de la traición de Victoriano Huerta.
En Yucatán, mientras tanto, el gobierno maderista despojó a Carlos Menéndez de su periódico, encarcelándolo al acusarlo de rebelión y sedición. Así, el periodista, dos años después de haber tenido que exiliarse por defender al maderismo frente al dictador Díaz,  fue enviado a prisión por el gobierno de Madero, con argumentos similares. 
En ese año de 1911 La revista fue incautada por el gobierno que la puso bajo la dirección de Luis Cuevas de Zequeira aunque dejó de aparecer poco tiempo después.
En 1912, por acuerdo tomado en el Centro de Acción Social Católica, La Revista fue adquirida por un grupo de empresarios católicos yucatecos. Así, La Revista se publicó de nuevo, bajo la dirección primero de Ricardo Molina Hübbe, abogado y escritor, y luego del  Ramón S. Verdejo, sacerdote y periodista. No obstante, hostilizada por la dictadura huertista, cerró definitivamente sus páginas en 1914.